# Mikulicz-Syndrom
Das Mikulicz-Syndrom (nach dem Erstbeschreiber Johann Freiherr von Mikulicz-Radecki, 1892) bezeichnet eine reaktive Schwellung der Tränen- und Speicheldrüsen bei verschiedenen Allgemein- und Systemerkrankungen. Die Erkrankung ist auch unter Dacryo-sialo-adenopathia atrophicans, Mikulicz-Radecki-Syndrom oder Mikulicz-Sjögren-Syndrom bekannt.

## Ätiologie
Das Mikulicz-Syndrom tritt auf bei Hodgkin- und Non-Hodgkin-Lymphomen, Chronischen lymphatischen Leukämien und Sarkoidose. Es wird auch vereinzelt bei Tuberkulose, Syphilis, Sialadenose und Hyperthyreose beobachtet. Die genaue Ursache des Mikulicz-Syndroms ist unbekannt, jedoch wird vermutet, dass es sich um eine Autoimmunerkrankung handelt.

## Symptome
Das Mikulicz-Syndrom ist durch das plötzliche Auftreten von extremer Mundtrockenheit (Xerostomie) charakterisiert, die mit Schluckbeschwerden einhergeht und die Entstehung von Karies begünstigt, da die natürliche Zahnreinigung durch den Speichel fehlt. Weitere Symptome sind vergrößerte Tränendrüsen mit verringerter Tränenproduktion, eine Vergrößerung der Ohrspeicheldrüse (Glandula parotis), harte, schmerzlose Schwellungen der Speicheldrüsen. Die Symptome können für längere Zeit bestehen bleiben oder periodisch auftreten und wieder verschwinden. Die Symptome des Mikulicz-Syndroms sind denen des Sjögren-Syndroms sehr ähnlich. Einige Forscher vermuten, dass sie identische Störungen seien.

## Diagnose
Zur Sicherung der Diagnose kann eine Biopsie einer der geschwollenen Drüsen durchgeführt werden. Eine Ultraschalluntersuchung der Drüsen kann helfen, andere Gründe für die Drüsenschwellung zu eruieren.

## Differentialdiagnose
- Mumps
- Heerfordt-Syndrom
- Sjögren-Syndrom
- Tumore

## Therapie
Die Therapie erfolgt durch eine Behandlung der Grunderkrankung. Im Übrigen erfolgt die Behandlung dieser Erkrankung symptomatisch. Künstliche Tränen können verwendet werden, um die Feuchtigkeit der Augen aufrechtzuerhalten. Mittels künstlichem Speichel können orale Symptome abgemildert werden.